# Spiż
Spiż – stop miedzi z cyną, cynkiem i ołowiem, czasem zaliczany do brązów. Zawiera więcej cyny (11%) niż brąz cynowy (do 9%). Zawartości cynku i ołowiu stanowią odpowiednio w granicach 2–7% i 2–6%. Jest odporny na korozję i ścieranie.
Znany już w starożytności, stosowany był do wyrobu broni siecznej, podobnie jak inne stopy miedzi, z uwagi na to, że jest dość twardy (65–74 HB wobec 96–650 HB dla stali). W średniowieczu odlewano z niego dzwony (stąd nazwa dzwon spiżowy), zaś w czasach późniejszych armaty. To wspólne zastosowanie stopu stało się przyczyną przetopienia wielu dzwonów na broń. W dzisiejszych czasach stosowany głównie w rzeźbiarstwie i do wyrobu elementów ozdobnych.